# Cyclosia
Cyclosia är ett släkte av fjärilar. Cyclosia ingår i familjen bastardsvärmare.

## Bildgalleri

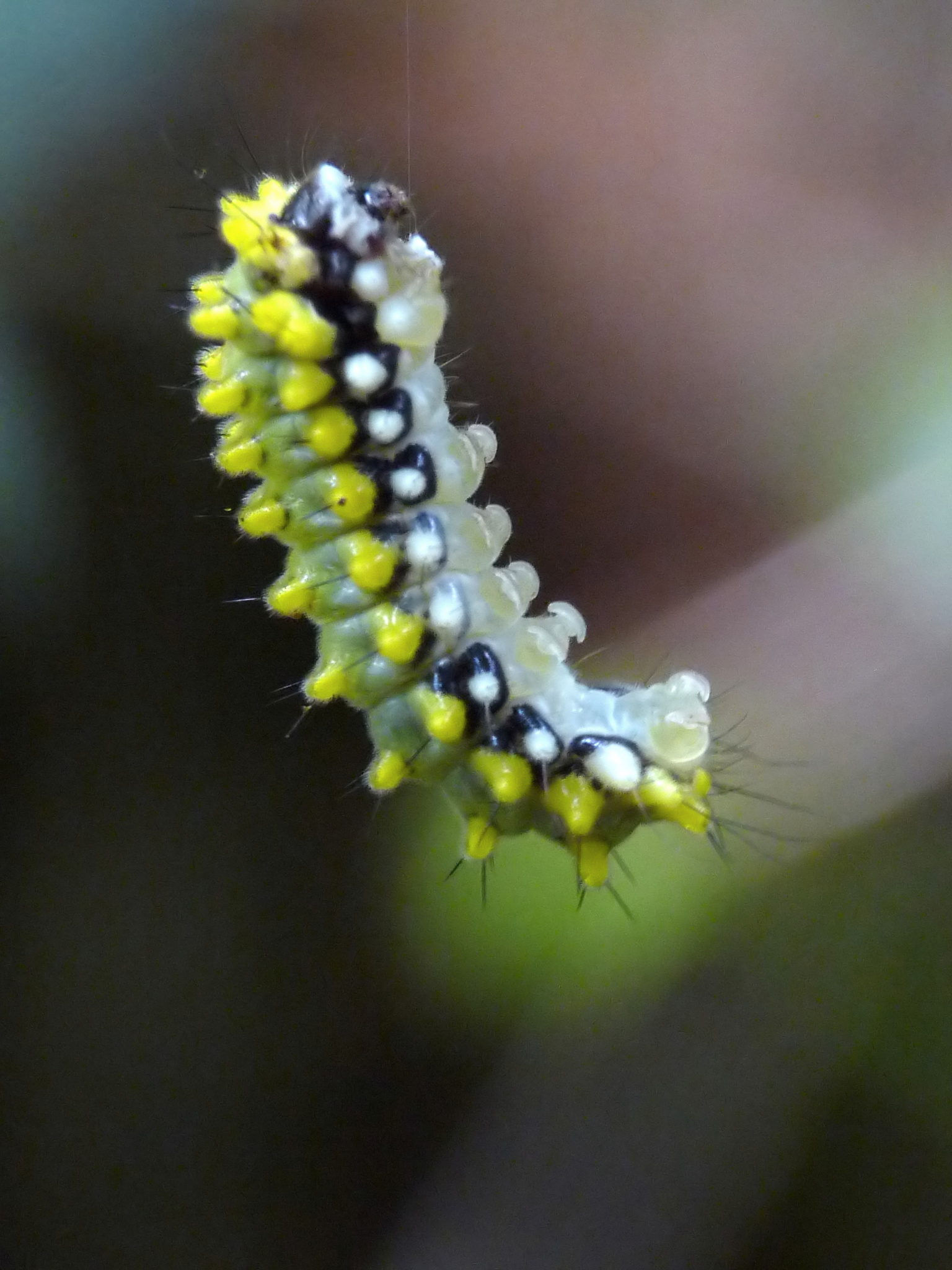
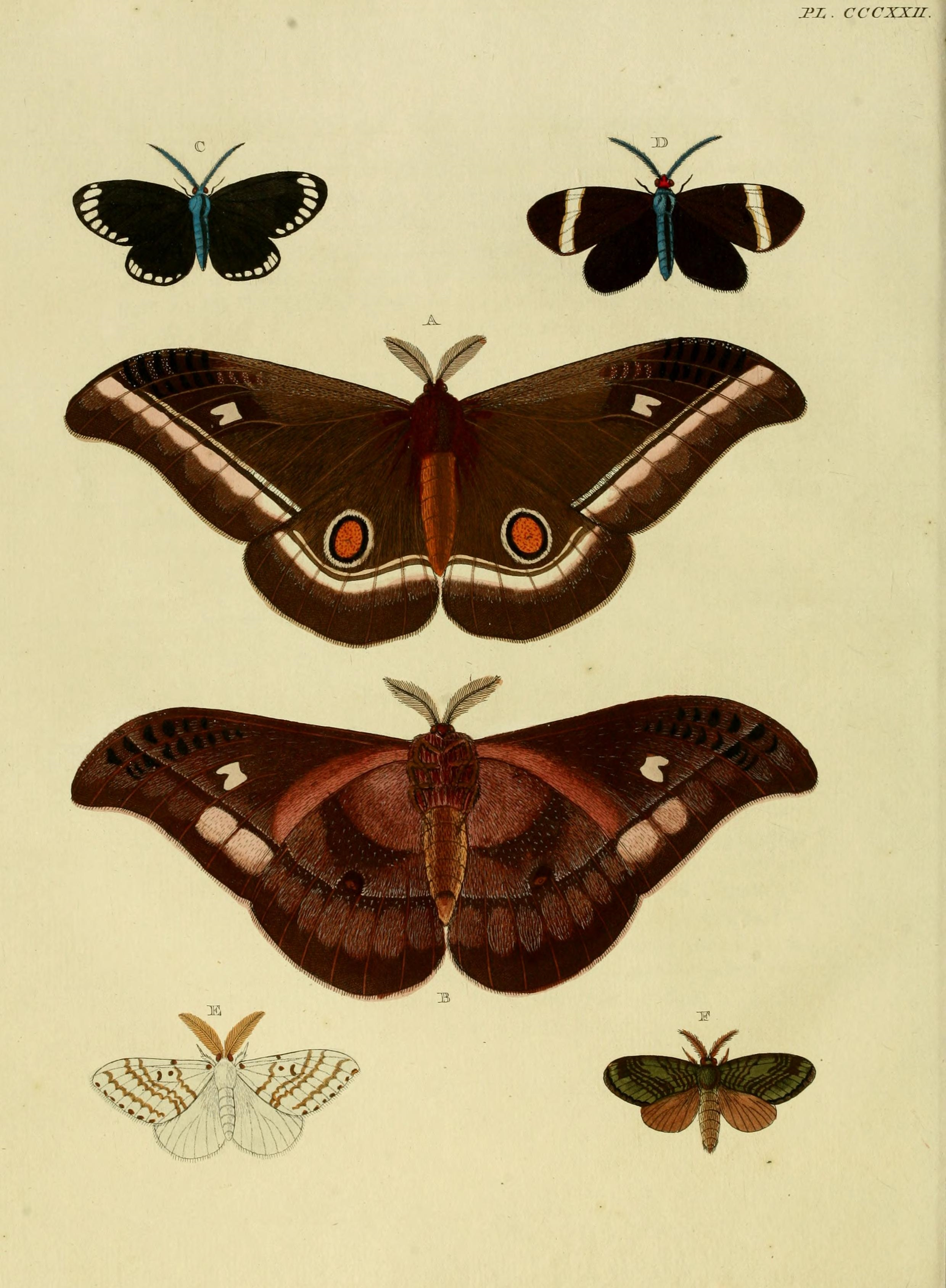
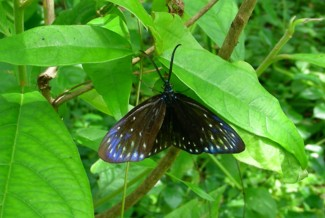
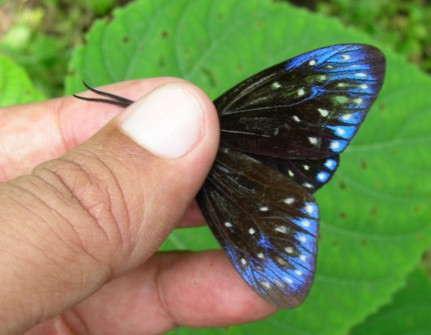
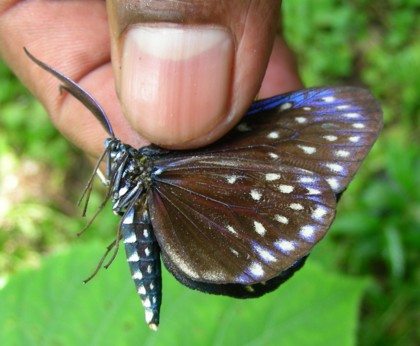
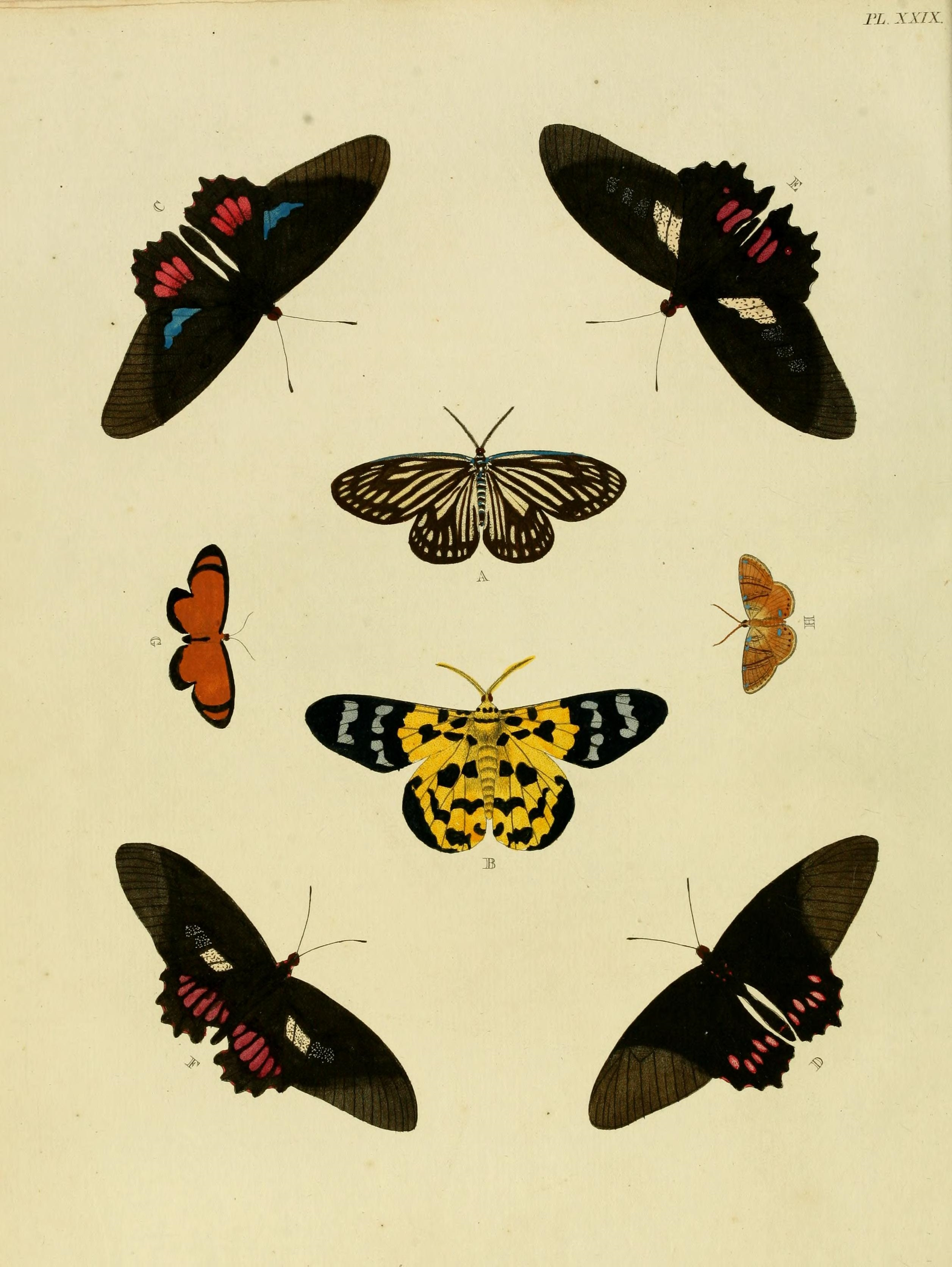

## Dottertaxa tillCyclosia, i alfabetisk ordning[1]
- Cyclosia adusta
- Cyclosia alcathoe
- Cyclosia aspasia
- Cyclosia australinda
- Cyclosia bangkana
- Cyclosia bicolor
- Cyclosia binghami
- Cyclosia bungauensis
- Cyclosia castigata
- Cyclosia celebensis
- Cyclosia chartacea
- Cyclosia chartaceomorpha
- Cyclosia cuprea
- Cyclosia curiosa
- Cyclosia cyanea
- Cyclosia cyanescens
- Cyclosia danaides
- Cyclosia distanti
- Cyclosia dolichoptera
- Cyclosia dolosa
- Cyclosia dorsalis
- Cyclosia electra
- Cyclosia enodis
- Cyclosia eucharia
- Cyclosia extrema
- Cyclosia ferrea
- Cyclosia ficta
- Cyclosia glauca
- Cyclosia hecabe
- Cyclosia hestinoides
- Cyclosia hormenia
- Cyclosia imitans
- Cyclosia inclusoides
- Cyclosia inclusus
- Cyclosia inornata
- Cyclosia insularis
- Cyclosia juvenis
- Cyclosia labuana
- Cyclosia lactea
- Cyclosia latipennis
- Cyclosia latistriga
- Cyclosia luteago
- Cyclosia maassi
- Cyclosia macularia
- Cyclosia mekongensis
- Cyclosia melasina
- Cyclosia metachloros
- Cyclosia midama
- Cyclosia nicobarensis
- Cyclosia nigrescens
- Cyclosia nivipetens
- Cyclosia obsoleta
- Cyclosia olivescens
- Cyclosia padangana
- Cyclosia pagenstecheri
- Cyclosia pallida
- Cyclosia pandemia
- Cyclosia panthona
- Cyclosia papilionaris
- Cyclosia parvula
- Cyclosia perakensis
- Cyclosia philippinensis
- Cyclosia phonia
- Cyclosia pieridoides
- Cyclosia pieriodes
- Cyclosia podagra
- Cyclosia pseudospargens
- Cyclosia purpurea
- Cyclosia rhadamantha
- Cyclosia shinkawai
- Cyclosia snelleni
- Cyclosia sobria
- Cyclosia sordidus
- Cyclosia spargens
- Cyclosia spilophila
- Cyclosia stelligera
- Cyclosia striata
- Cyclosia subflava
- Cyclosia submaculans
- Cyclosia suffusa
- Cyclosia sumatraensis
- Cyclosia tafti
- Cyclosia tamara
- Cyclosia tenebrosa
- Cyclosia thecloides
- Cyclosia transita
- Cyclosia transitaria
- Cyclosia trepsichrois
- Cyclosia triangularis
- Cyclosia tristis
- Cyclosia unicolor
- Cyclosia uniformis
- Cyclosia venaria
- Cyclosia venusta
- Cyclosia violetta
- Cyclosia virgata
- Cyclosia virgo